# Канистро
Канистро (итал. Canistro) је насеље у Италији у округу Л'Аквила, региону Абруцо.
Према процени из 2011. у насељу је живело 277 становника. Насеље се налази на надморској висини од 819 м.

## Становништво
| 1931. | 1936. | 1951. | 1961. | 1971. | 1981. | 1991. | 2001. | 2011. |
| ----- | ----- | ----- | ----- | ----- | ----- | ----- | ----- | ----- |
| 1.301 | 1.354 | 1.486 | 1.302 | 1.133 | 1.075 | 1.018 | 1.042 | 1.023 |